# Chiesa di Santa Maria di Cascina
La chiesa di Santa Maria di Cascina è una chiesa scomparsa dell'Aquila, situata nel quarto di San Pietro.
Dovette la sua realizzazione agli abitanti del castello di Cascina, che contribuirono così alla fondazione della città nel XIII secolo. Danneggiata in seguito al terremoto dell'Aquila del 1703, fu soppressa nel 1795 e successivamente venne inglobata nell'abitato.

## Storia
L'edificazione della chiesa si fa risalire al periodo immediatamente successivo alla fondazione dell'Aquila. La struttura venne innalzata nel 1283 dai castellani di Cascina all'interno del proprio locale, nel quarto di San Pietro, all'incrocio tra via Cascina e via della Mezzaluna.
La chiesa cadde progressivamente in decadenza e subì gravissimi danni dal terremoto dell'Aquila del 1703, giacendo diruta per alcuni decenni. Il 31 gennaio 1795, papa Pio VI ne soppresse la parrocchia. L'edificio venne quindi inglobato nell'abitato (in particolare nel Palazzo Ciampella) finché, nel XX secolo, non fu ceduto a privati; il ricavato finanziò la costruzione della chiesa di Cristo Re.

## Descrizione

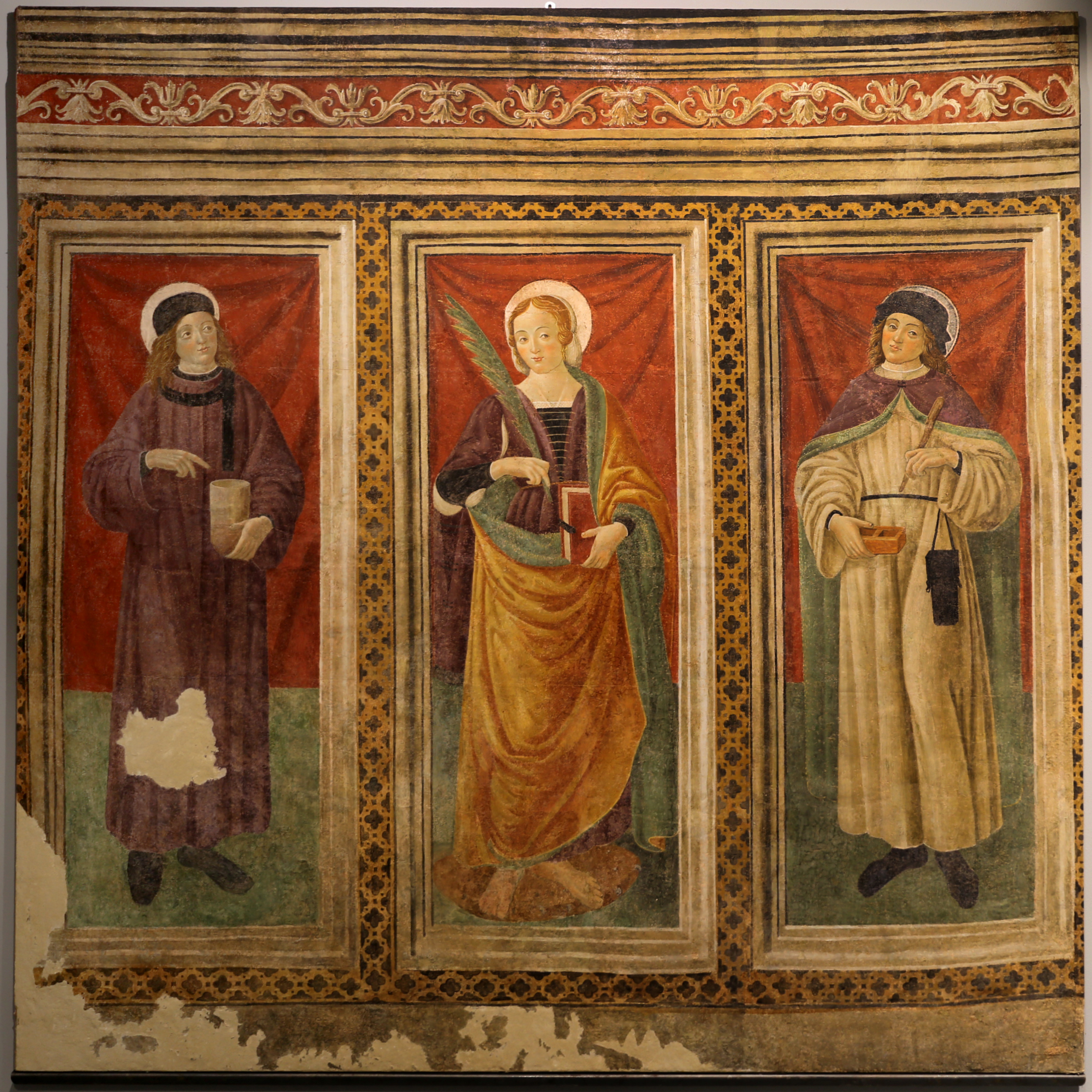
San Gervaso, Santa Caterina d'Alessandria, San Protaso, Museo nazionale d'Abruzzo, L'Aquila.

L'edificio aveva una conformazione piuttosto semplice, presentandosi ad aula unica di forma rettangolare; la facciata, individuata da cantonali e rivestita in pietra, era rivolta su via Cascina — cardo secondario dell'impianto urbanistico cittadino — dove era collocato il portale principale, ancora oggi facilmente individuabile al numero civico 8b.
Internamente, disponeva di un discreto apparato decorativo impreziosito dal San Gervaso, Santa Caterina d'Alessandria, San Protaso (XVI secolo) di ignoto pittore, presumibilmente della scuola di Saturnino Gatti, posto originariamente nella nicchia a destra dell'altare maggiore, e oggi facente parte della collezione del Museo nazionale d'Abruzzo.